# Маркионизъм
Маркионизмът е дуалистично течение в ранното християнство, създадено от Маркион в Рим около 144 година.
Маркион смята, че Иисус Христос е Спасителят, изпратен от Господ, и че Павел е главният му апостол, но отхвърля Стария завет и Бога на Израил. Маркионитите смятат отмъстителния еврейски Бог за отделен и по-низш от всеопрощаващия Бог на Новия завет. Това и техният дуализъм ги сближават с гностиците. Маркионизмът е осъден от църквата като ерес.